# Sohrab Shahid Saless
Sohrab Shadid Saless (en persan : سهراب شهیدثالث), né le 28 juin 1944 à Qazvin et mort le 2 juillet 1998 à Chicago, est un réalisateur et scénariste iranien .
Disciple de Robert Bresson et grand admirateur de l'œuvre d'Anton Tchekhov (qu'il adaptera au cinéma), il est le premier réalisateur iranien à imposer un style, bien avant Abbas Kiarostami et Mohsen Makhmalbaf qui reconnaitront son influence.

## Biographie
Il a fait ses études cinématographiques à Vienne et à Paris. De retour en Iran, il a d'abord travaillé au ministère des Arts et de la Culture, où il réalisa 22 films. Il quitte l'Iran en 1976 pour l'Allemagne, où il est réalisateur jusqu'en 1991. Il se rend ensuite à Chicago.

## Filmographie

### Réalisateur
- 1973 : Yek Etefagh e Sade
- 1974 : Tabiate Bijan
- 1975 : Dar Ghorbat
- 1976 : Tabebuch eines Liebenden
- 1976 : Reifezeit
- 1979 : Die langen Ferien der Lotte H. Eisner
- 1980 : Ordnung
- 1981 : Anton P. Cechov - Ein Leben
- 1983 : Empfänger Unbekannt
- 1983 : Utopia
- 1984 : Weidenbaum
- 1985 : Hans - Ein Junge in Deutschland
- 1987 : Wechselbag
- 1992 : Rosen für Afrika

### Scénariste
- 1973 : Yek Etefagh e Sade
- 1974 : Tabiate Bijan
- 1975 : Dar Ghorbat
- 1976 : Tabebuch eines Liebenden
- 1979 : Die langen Ferien der Lotte H. Eisner
- 1980 : Ordnung
- 1981 : Anton P. Cechov - Ein Leben
- 1983 : Empfänger Unbekannt
- 1983 : Utopia
- 1984 : Weidenbaum
- 1988 : Ein Unding der Liebe
- 1992 : Rosen für Afrika

## Récompense
- Prix de l'Âge d'or 1984 pour Utopia